# Démographie linguistique du Québec
Pour un article plus général, voir Démographie du Québec.
Cet article présente la démographie linguistique du Québec, connue également au Canada par le néologisme démolinguistique. Spécialisation de la démographie, elle fait l’étude de la répartition des langues dans une région donnée. Outre les descripteurs qu’elle tire généralement des recensements, elle s’intéresse aux facteurs intervenant dans l’évolution des groupes linguistiques : mortalité, fécondité, immigrations, émigrations, de même que l’abandon d’une langue au profit d’une autre (substitution linguistique). En 2021, le français était la première langue officielle parlée par 82,2 % de la population québécoise.

## Terminologie
- Langue maternelle : la langue maternelle est une langue que « toute personne recensée au Canada a apprise en premier lieu à la maison dans son enfance et qu’elle comprend encore » au moment du recensement[2]. Historiquement, il s'agissait d'une langue que parlait la mère, mais il pouvait arriver que ce soit celle du père ou de tout autre parent adoptif.

- Langue parlée le plus souvent à la maison : la langue parlée le plus souvent à la maison « rend compte de la situation qui prévaut au moment même d’un recensement »[3]. Généralement, elle est identique à la langue maternelle ; elle peut avoir supplanté la langue maternelle dans un processus de « substitution linguistique ».

- Langue parlée régulièrement à la maison : la langue parlée régulièrement à la maison est « apparue au recensement de 2001 ». Elle « porte sur toutes autres langues parlées à la maison » sur une base moins fréquente que la précédente[3].

- Connaissance des langues officielles : les données sur la connaissance des langues officielles du Canada proviennent d’une question posée aux recensements canadiens demandant : « Cette personne connaît-elle assez bien le français ou l’anglais pour soutenir une conversation ? » Il s’agit d’une « autoévaluation globale »[3].

- Première langue officielle parlée : la première langue officielle parlée est un indicateur conçu par Statistique Canada permettant d'obtenir un portrait de l'utilisation des deux langues officielles du Canada (l'anglais et le français).

## Aperçu
- Population : 8 604 495 (provisoire, 2021)[4]
- Langue officielle : français
- Groupe majoritaire : francophone (74,8 %)[5].
- Groupes minoritaires[5] : allophone (13,9 %), anglophone (7,6 %), autochtone (0,5 %).
- Connaissance des langues : 93,7 % peut soutenir une conversation en français, tandis que 51,7 % peut le faire en anglais[5].
- Statut politique : province du Canada depuis 1867

Note : Sauf exception, les statistiques sur les langues réfèrent sur cette page à la langue maternelle (voir ci-après). Les chiffres ci-dessus ne totalisent pas 100 % lorsqu’ils sont additionnés puisque 3,7% de la population ont déclaré plusieurs langues maternelles en 2021.

## Portrait détaillé

### Francophones
Le Québec est le seul État majoritairement francophone de l'Amérique du Nord (parmi les dix provinces de la fédération canadienne, les cinquante États des États-Unis d'Amérique, et les trente-deux États mexicains). Selon le recensement de 2021, un peu plus de 6,5 millions Québécois ont le français comme langue maternelle, seule ou en combinaison avec d'autres langues. Ceux-ci représentent 17,9 % de la population canadienne et 77,8 % de celle de la province. Pour ce qui est de la connaissance de la langue, 93,7 % de la population québécoise se déclare capable de soutenir une conversation en français contre 9,9 % de la population canadienne vivant à l'extérieur de la province. Au total, c'est 73,8 % des Canadiens déclarant parler français qui habitent au Québec.
Villes à forte concentration francophone (recensement de 2021) :
| - Amqui : 99,3 % - Clermont : 99,3 % - Saint-Bruno : 99,3 % - Forestville : 99,3 % | - Saint-Antonin : 99,1 % - Saint-Isidore : 99,1 % - Dolbeau-Mistassini : 99 % - Saint-Ambroise : 99 % | - Saint-David-de-Falardeau : 99 % - Saint-Honoré : 98,9 % - Témiscouata-sur-le-Lac : 98,9 % - Métabetchouan–Lac-à-la-Croix : 98,9 % | - Sainte-Luce : 98,9 % - Macamic : 98,9 % - Saint-Anaclet-de-Lessard : 98,8 % - Saint-Charles-de-Bellechasse : 98,8 % |

### Allophones
En 2021, 16,1 % de la population québécoise avait une langue non-officielle parmi ses langues maternelles, la même proportion qu'en 2016. Les allophones forment un groupe hétérogène reflétant la diversification de l'immigration canadienne depuis les années 1970. À l'exception des Premières nations et des Inuits, la plupart sont issus d'une immigration relativement récente par rapport aux groupes francophones et anglophones. D'après le recensement de 2021, les trois langues maternelles non officielles les plus courantes sont : l'arabe (3,0 %), l'espagnol (2,3 %) et l'italien (1,2 %).
Villes à forte concentration allophone (recensement de 2021) :
| - Laval : 8,4 % arabe - Mont-Royal : 7,5 % arabe - Dollard-des-Ormeaux : 6,4 % arabe - Montréal : 5,7 % arabe | - Sainte-Adèle : 6 % espagnol - Brossard : 7,2 % mandarin - Longueuil : 4,5 % espagnol - Saint-Lambert : 3,6 % espagnol | - Montréal-Ouest : 4,2 % italien - Dorval : 3,3 % espagnol - Beaconsfield : 4,9 % mandarin - Pointe-Claire : 4,9 % mandarin | - Kirkland : 8,7 % mandarin - Terrebonne : 2,2 % espagnol - Saint-Constant : 3 % espagnol - Côte-Saint-Luc : 4,9 % russe |

### Anglophones
Les 10,0 % de la population québécoise (2021) dont l'une des langues maternelles est l'anglais habitent principalement la grande région métropolitaine de Montréal, là où ils ont accès à un réseau d'institutions sociales, économiques, et culturelles bien établi.
Villes à forte concentration anglophone (recensement de 2021) :
| - Hudson : 60,4 % - Montréal-Ouest : 56,3 % - Hampstead : 54,8 % - Baie-d'Urfé : 51,3 % | - Stanstead : 50,9 % - Beaconsfield : 49,1 % - Westmount : 48,7 % - Pointe-Claire : 47,3 % | - Chelsea : 43,1 % - Sainte-Anne-de-Bellevue : 42,6 % - Dorval : 41,2 % - Lac-Brome : 40 % | - Côte-Saint-Luc : 39,8 % - Kirkland : 38,9 % - Huntingdon : 37,8 % - Dollard-des-Ormeaux : 37,6,8 % |

### Autochtones
Les peuples autochtones du Québec constituent un groupe hétérogène d'environ 71 000 individus, soit environ 1 % de la population québécoise. Ceux-ci représentent 9 % de la population aborigène du Canada. Les Autochtones québécois ont un indice de continuité linguistique de 0,92, soit plus élevé que celui, par exemple, des Acadiens du Nouveau-Brunswick (0,91) ou des Fransaskois (0,22). Environ 60 % des autochtones sont reconnus en tant qu'« Indiens » selon les critères de la Loi sur les Indiens (loi fédérale). Le tableau suivant présente la situation démolinguistique des peuples autochtones du Québec :
| Langue     | Famille linguistique   | Population totale du groupe ethnique (2021) | Nombre de locuteurs (langue maternelle, 2021) | Région                               |
| ---------- | ---------------------- | ------------------------------------------- | --------------------------------------------- | ------------------------------------ |
| Abénaki    | Algonquienne orientale | 16 400                                      | 0                                             | Centre-du-Québec                     |
| Algonquin  | Algonquienne centrale  | 29 880                                      | 1 110                                         | Outaouais et Abitibi-Témiscamingue   |
| Atikamekw  | Algonquienne centrale  | 8 265                                       | 6 160                                         | Mauricie et Lanaudière               |
| Cri        | Algonquienne centrale  | 21 540                                      | 16 265                                        | Nord-du-Québec                       |
| Malécite   | Algonquienne orientale | 3 070                                       | 5                                             | Bas-Saint-Laurent                    |
| Mi'kmaq    | Algonquienne orientale | 20 635                                      | 225                                           | Gaspésie                             |
| Innu-aimun | Algonquienne centrale  | 23 940 (innu-montagnais)                    | 7 730 (innu) 690 (naskapi)                    | Côte-Nord et Saguenay–Lac-Saint-Jean |
| Mohawk     | Iroquoienne            | 6 635                                       | 105                                           | Montérégie et Laurentides            |
| Inuktitut  | Eskimo-aléoute         | 17 970 (inuit)                              | 13 200                                        | Nunavik                              |

### Immigration et natalité
Les naissances de mères ayant pour langue maternelle le français représentent environ 75 % du total des naissances en 2009. Les enfants nés de mères ayant pour langue maternelle l'anglais représentent quant à eux environ 9 % des naissances en 2006. Mais il y a beaucoup de couples mixtes (français/anglais, français/autre, anglais/autre, français) et de mères ayant une langue maternelle autre que le français et l'anglais (environ 14 % en 2009). Donc ce pourcentage des naissances ne représente pas exactement la transmission de la langue des parents à l'enfant. Néanmoins, si les naissances de mères francophones représentent 75 % du total en 2009 alors que leur poids démographique est d'environ 79,5 %, cela signifie que la langue française au Québec continuera sa lente érosion .

### Régions métropolitaines de recensement (RMR)
| RMR / Langue   | Français | Français | Français | Français | Anglais | Anglais | Anglais | Anglais | Autres | Autres | Autres | Autres |
| RMR / Langue   | 2001     | 2006     | 2011     | 2016     | 2001    | 2006    | 2011    | 2016    | 2001   | 2006   | 2011   | 2016   |
| -------------- | -------- | -------- | -------- | -------- | ------- | ------- | ------- | ------- | ------ | ------ | ------ | ------ |
| Montréal       | 68,3 %   | 65,7 %   | 63,3 %   | 63,0 %   | 12,7 %  | 12,5 %  | 11,6 %  | 11,0 %  | 19,0 % | 21,8 % | 22,0 % | 26,0 % |
| Québec         | 96,5 %   | 95,5 %   | 94,9 %   | 93,9 %   | 1,7 %   | 1,6 %   | 1,4 %   | 1,4 %   | 1,8 %  | 2,9 %  | 2,9 %  | 4,7 %  |
| Gatineau       | 80,7 %   | 79,2 %   | -        | 75,1 %   | 13,7 %  | 13,3 %  | -       | 11,2 %  | 5,6 %  | 7,5 %  | -      | 13,7 % |
| Sherbrooke     | 91,2 %   | 90,3 %   | 89,4 %   | 88,9 %   | 5,9 %   | 5,1 %   | 4,9 %   | 4,6 %   | 2,9 %  | 4,6 %  | 4,6 %  | 6,5 %  |
| Saguenay       | 98,6 %   | 98,0 %   | 98,3 %   | 98,0 %   | 0,9 %   | 0,8 %   | 0,8 %   | 0,8 %   | 0,5 %  | 1,2 %  | 0,6 %  | 1,2 %  |
| Trois-Rivières | 97,8 %   | 97,1 %   | 96,5 %   | 96,0 %   | 1,2 %   | 1,1 %   | 1,1 %   | 1,1 %   | 1,0 %  | 1,8 %  | 1,8 %  | 2,9 %  |

Source.

#### Montréal
Il y a trois territoires qui utilisent le nom « Montréal » dans leur dénomination, dans la région métropolitaine de Montréal : l'île de Montréal, la ville de Montréal et la Communauté métropolitaine de Montréal. Cependant, le nom « Montréal », employé seul, ne désigne que la ville.
En 1999, toutes les municipalités de l'île de Montréal ont été agglomérées pour ne former qu'une seule grande ville. Cependant, en 2002, un référendum est venu amputer la nouvelle ville de quelques anciennes municipalités qui ont retrouvé une certaine autonomie en 2006. Il faut donc toujours faire la distinction entre la région métropolitaine de Montréal (qui inclut l'île de Montréal, de Laval, Longueuil et un certain nombre de municipalités des couronnes nord et Sud), l'île de Montréal et la ville de Montréal. Cette dernière est une ville officiellement française. Toutefois, certaines municipalités de l'île de Montréal sont désignés bilingues (français-anglais).
Si les allophones du Québec ne constituent qu'environ 14 % de la population québécoise, ils sont cependant concentrés à 85 % dans la région de Montréal. Il en va de même pour les anglophones, mais dans une moindre mesure, alors que 74 % de ceux-ci résident dans cette région. Ces derniers sont également bien établis dans la région de l'Outaouais, alors que c'était le lieu de résidence d'environ 9 % d'entre-eux.
Les francophones représentent 59,9 % de la population totale de la région de Montréal, les anglophones 11,2 % et les allophones 23,3 %. Sur l'île de Montréal, le poids de la majorité francophone descend à 44,0 %, alors que les anglophones représentent 16,3 % de la population et les allophones 32,5 %.
Lorsque l'on répartit les réponses multiples de langue maternelle, il est possible d'observer l'évolution du poids des groupes linguistiques sur l'île de Montréal de 1971 à 2021. À l'époque, le groupe de langue française représentait 61,0 % de la population de l'île contre 46,5 % aujourd'hui. De son côté, le poids de la population d'expression anglaise est passé de 23,8 % en 1971 à 18,4 % un demi-siècle plus tard. Quant au groupe de langues tierces, celui-ci a vu sa proportion augmenter de 15,2 % à 35,0 %.

« […] des démographes et mathématiciens experts en démolinguistique reconnus et respectés, tels Charles Castonguay, Marc Termote et Michel Paillé nous signalent de façon très scientifique que le français perd du terrain à Montréal […] »

### Évolution
| Langue     | 1844   | 1901 | 1921   | 1931   | 1941   | 1951   | 1961   | 1971   | 1976   | 1981   | 1986   | 1991   | 1996   | 2001   | 2006   | 2011   | 2016   |
| ---------- | ------ | ---- | ------ | ------ | ------ | ------ | ------ | ------ | ------ | ------ | ------ | ------ | ------ | ------ | ------ | ------ | ------ |
| Français   | 75 %   | 80 % | 80,1 % | 79,8 % | 80,3 % | 82,5 % | 81,2 % | 80,7 % | 80,0 % | 82,4 % | 82,9 % | 82,1 % | 81,5 % | 81,2 % | 79,6 % | 78,1 % | 77,1 % |
| Anglais    | 24,5 % | 19 % | 17,5 % | 16 %   | 15 %   | 13,8 % | 13,3 % | 13,1 % | 12,8 % | 11,0 % | 10,3 % | 9,6 %  | 8,8 %  | 8,3 %  | 8,2 %  | 7,7 %  | 7,5 %  |
| Allophones | 0,5 %  | 1 %  | 2,4 %  | 2 %    | 5,6 %  | 5 %    | 3,7 %  | 5,6 %  | 6,2 %  | 7,2 %  | 6,6 %  | 6,8 %  | 8,3 %  | 10,7 % | 11,4 % | 12,3 % | 13,2 % |
| Bilingues  | -      | -    | -      | -      | -      | -      | -      | -      | -      | -      | -      | -      | -      | -      | 0,8 %  | 2 %    | 2,3 %  |

Ce tableau représente l'évolution des langues maternelles, mais il faut aussi prendre en compte l'évolution des langues comprises par l'ensemble de la population, alors que dans les années 1970, seuls les natifs francophones qui parlaient français, depuis la loi 101, la proportion des personnes comprenant le français n'a cessé de croitre pour passer de 81 % en 1977 à 94,5 % en 1996.

## Législation
- 1968 - Loi sur les langues officielles (Ottawa)
- 1969 - Loi pour promouvoir la langue française au Québec
- 1974 - Loi sur la langue officielle (Québec)
- 1977 - Charte de la langue française (Québec)
- 1982 - Articles 14, 16-23, 55 et 57 de la loi constitutionnelle de 1982 (Ottawa)

#### Sources premières
- Recensement du Canada de 2006, Statistique Canada
- Recensement du Canada de 2001, Statistique Canada
- Recensement de la population de 1996, Statistique Canada
- Michel Paillé. «Les recensements canadiens et les fichiers administratifs du Québec dans l'étude des groupes linguistiques», Actes del Simposi de demolingüística, Tortosa, 15 i 16 de novembre de 1993, Departament de Cultura, Barcelona, 1995, p. 171-188.

#### Études générales
- François Vaillancourt, ed., 40 Years of Bill 101 in Québec, Language Problems & Language Planning,  édition spéciale, 43-2, juillet 2019, p. 103-239.
- [PDF] OQLF. Rapport sur l'évolution de la situation linguistique au Québec, 2002-2007, Montréal : Office québécois de la langue française, 2008.
- [PDF] OQLF. Les caractéristiques linguistiques de la population du Québec ; profil et tendances 1991-2001 (Fascicule 1), Office québécois de la langue française, 23 mai 2005.
- Louise Marmen et Jean-Pierre Corbeil. Les langues au Canada : Recensement de 2001, dans la série Nouvelles Perspectives Canadiennes, Le ministère du Patrimoine canadien, 2004,  (ISBN 0-662-68526-1).
- Michel Paillé. Démolinguistique 101 : Pertinence et légitimité de la démographie dans le domaine linguistique], L’Action nationale, XCIII-7, septembre 2003, p. 170-204.
- Marc Termote et Danielle Gauvreau. La situation démolinguistique du Québec, Québec, Conseil de la langue française, 1988, xxi-292 p.
- Michel Paillé. Aspects démolinguistiques de l'avenir de la population du Québec, Québec, Conseil de la langue française, 1986, 71 p.
- Michel Paillé. Contribution à la démolinguistique du Québec, Québec, Conseil de la langue française, 1985, 246 p.

#### Langue de travail
- Institut de la statistique du Québec, Enquête sur les pratiques linguistiques des ministères et organismes publics du gouvernement du Québec 2018 : Portrait statistique pour le Québec et ses régions administratives, 20 novembre 2020
- Marc Termote, L'utilisation du français dans la sphère publique : travail, commerce et affichage, dans : François Vaillancourt, ed., 40 Years of Bill 101 in Québec, Language Problems & Language Planning, édition spéciale, 43-2, juillet 2019, 159-178.
- Grant Schellenberg et Hélène Maheux. Perspectives des immigrants sur leurs quatre premières années au Canada : faits saillants des trois vagues de l’Enquête longitudinale auprès des immigrants du Canada, Statistique Canada, 30 avril 2007
- [PDF] François Vaillancourt, Dominique Lemay et Luc Vaillancourt. Le français plus payant : L'évolution du statut socio-économique des francophones au Québec, C. D. Howe Institute, août 2007.
- [PDF] OQLF. Langue du travail : indicateurs relatifs à l’évolution de la population active et à l’utilisation des langues au travail en 2001, Office québécois de la langue française, 6 juin 2006
- Claire Chénard et Nicolas van Shendel. Travailler en français au Québec : les perceptions de travailleurs et de gestionnaires, Office québécois de la langue française, mars 2002
- Daniel Monnier, L'usage du français au travail, Conseil de la langue française, 1984.

#### Langue de l'enseignement
- Michel Paillé, «Succès et faiblesses de l’intégration des immigrants par la scolarisation obligatoire en français au Québec », dans : François Vaillancourt, ed., 40 Years of Bill 101 in Québec, Language Problems and Language Planning,  édition spéciale, 43-2, juillet 2019, 135-158.
- La langue de l'enseignement : indicateurs pour l'éducation préscolaire, l'enseignement primaire et secondaire, le collégial et l'université, Suivi de la situation linguistique, fascicule 4, Montréal, Office québécois de la langue française, 2008, 107 p.
- Michel Paillé, «L’enseignement en français au primaire et au secondaire pour les enfants d’immigrants : un dénombrement démographique», dans : Pierre Bouchard et Richard Y. Bourhis, éd., L’aménagement linguistique au Québec : 25 ans d’application de la Charte de la langue française, Québec, Les publications du Québec, 2002, p. 51-67.
- La situation linguistique dans le secteur de l'éducation en 1997-1998, dans Bulletin statistique de l'éducation, no 10, mars 1999, 9 pages.
- Michel Paillé. Le milieu de l’éducation face à l’immigration : comment peut-on déceler un discours ‘alarmiste’ quand la réalité devance déjà les projections démographiques?, Recherches sociographiques, XXXVIII-3, 1997, p. 491-507
- Michel Paillé. «Portrait démolinguistique des cégeps de Montréal», dans : Ernesto Sanchez, Colloque 1991 : le français au collégial, Jonquière, cégep de Jonquière, 1991, p. 64-70
- Michel Paillé. La Charte de la langue française et l’école : bilan et orientations démographiques, dans : Gérard Lapointe et Michel Amyot, éd., L’état de la langue française au Québec : bilan et prospective, Québec, Conseil de la langue française, 1986, tome 1, p. 67-123
- Rapports annuels de l'Office québécois de la langue française et de la Commission de protection de la langue française

#### Langues autochtones
- Jacques Maurais, éd., Les langues autochtones du Québec, Collection : Dossiers, 35, Pages : xviii, 455, 171 Ko. Conseil de la langue française, 1992.
- Norbert Robitaille et Éric Guimond, «La situation démographique des groupes autochtones du Québec», Recherches sociographiques, XXXV-3, automne 1994, pages : 433-454.

#### Substitutions linguistiques
- Michel Paillé. «La portée de la loi 101 se limiterait-elle au domaine public par peur de l’"assimilation"?», L’Action nationale, XCVI-9, novembre 2006, p. 23-37
- Charles Castonguay. La force réelle du français au Québec dans Le Devoir, 20 décembre, 2005
- Charles Castonguay. Les indicateurs généraux de vitalité des langues au Québec : comparabilité et tendances 1971-2001 (Étude 1), Office québécois de la langue française, 26 mai, 2005, 48 pages
- Charles Castonguay. Quelle est la force d'attraction réelle du français au Québec? Analyse critique de l'amélioration de la situation du français observée en 2001, dans Le Devoir, 10 décembre, 2003
- Charles Castonguay. « Assimilation linguistique et remplacement des générations francophones et anglophones au Québec et au Canada » dans Recherches sociographiques, 2002
- Michael O'Keefe. Minorités francophones : assimilation et vitalité des communautés, Deuxième édition, dans la série Nouvelles perspectives canadiennes, Le ministère du Patrimoine canadien, 2001,  (ISBN 0-662-64786-6)
- Charles Castonguay. Évolution démographique des minorités de langue officielle, Le Programme de contestation judiciaire du Canada, Conférence linguistique, 1999
- Michael O'Keefe. Minorités francophones : assimilation et vitalité des communautés, Première édition, dans la série Nouvelles perspectives canadiennes, Le ministère du Patrimoine canadien, 1999
- Michel Paillé. «Diversité de la population québécoise dont la langue d'usage est le français», dans Michel Sarra-Bournet éd. Le pays de tous les Québécois. Diversité culturelle et souveraineté, Montréal, VLB éditeur, 1998, p. 87-98
- Charles Castonguay. L'orientation linguistique des allophones à Montréal, Montréal, XIXe – XXe siècles : croissance urbaine et diversité culturelle, Volume 21, numéro 2 (Automne 1992)
- Michel Paillé. «Choix linguistique des immigrants dans les trois provinces canadiennes les plus populeuses», Revue internationale d’études canadiennes, 3 (printemps 1991), p. 185-193
- Michel Paillé. «L’intégration des allophones à la majorité francophone du Québec : l’apport de l’école», Le français en tête, Québec, Centrale de l'enseignement du Québec, 1989, p. 59-68

#### Perspectives démolinguistiques
- Marc Termote. Nouvelles perspectives démolinguistiques du Québec et de la région de Montréal 2001-2051, Montréal : Office québécois de la langue française, 2008 (avec la collaboration de Normand Thibault)
- Marc Termote. « La dynamique démolinguistique du Québec et de ses régions », dans Victor Piché et Céline Le Bourdais, éd. La démographie québécoise. Enjeux du XXIe siècle. Montréal, Les Presses de l'Université de Montréal, collection "Paramètres", pages 264-299, 2003
- Marc Termote. « L'évolution démolinguistique du Québec et du Canada », dans La mise à jour des études originellement préparées pour la Commission sur l'avenir politique et constitutionnel du Québec. Rapport soumis au ministre délégué aux affaires intergouvernementales canadiennes. Volume 2, livre 2. Québec, Conseil exécutif, Bureau de coordination des études, pages 161-244, 2002
- Marc Termote. Perspectives démolinguistiques du Québec et de la région de Montréal à l'aube du XXIe siècle : implications pour le français langue d'usage public, Conseil de la langue française, Montréal, le 15 septembre 1999
- Michel Paillé. Nouvelles tendances démolinguistiques dans l'île de Montréal, 1981-1996, Québec, Conseil de la langue française, 1989, 173 p.

#### Méthodologie
- [PDF] Michel Paillé, Les réponses multiples aux questions sur les langues maternelles et d’usage dans la population québécoise, d’après les recensements canadiens de 1981 à 2001. Analyse critique de la «répartition égale » des réponses multiples, Montréal, Office québécois de la langue française, coll. « Langues et sociétés n° 44 », 2007, 104 p. (lire en ligne)
- « Rapport technique du recensement de 2001 - Langues », sur www.statcan.ca, Statistique Canada (consulté le 5 octobre 2008)
- [PDF] Charles Castonguay, Incidence du sous-dénombrement et des changements apportés aux questions de recensement sur l'évolution de la composition linguistique de la population du Québec entre 1991 et 2001 (Étude 3), Office québécois de la langue française, 26 septembre 2005, 29 p. (ISBN 2-550-44651-8, lire en ligne)

#### Autres
- François Vaillancourt, ed., 40 Years of Bill 101 in Québec, Language Problems and Language Planning,  édition spéciale, 43-2, juillet 2019, 103-239.
- Michel Paillé. La fécondité des groupes linguistiques au Québec, 1991, 1996, 2001, Suivi de la situation linguistique, étude 5, Montréal, Office québécois de la langue française, 2008, 80 p.
- Michel Paillé, « Le devoir de philo : Max Weber et la majorité francophone », Le Devoir,‎ 3 et 4 novembre 2007, p. C6 (lire en ligne).
- Marie-Odile Magnan-Mac Kay, Facteurs de rétention des anglo-québécois: étude de deux générations de la région de Québec, Québec, Université Laval, 2005 (lire en ligne).
- Michel Paillé, « Langue, vie publique et vie privée », Le Devoir,‎ 3 décembre 2004, A8.
- Charles Castonguay, « Extraits du mémoire présenté aux États généraux sur la situation et l'avenir de la langue française au Québec », sur www.mef.qc.ca, 4 août 2001 (consulté le 5 octobre 2008).
- Michel Paillé, Migrations interrégionales des groupes linguistiques au Québec, Québec, Conseil de la langue française, 1999, 182 p..